# Аткарск
Эта статья о городе. Статью о железнодорожной станции см. Аткарск (станция)
Атка́рск — город (с 1780 года (в другом источнике с 1781 года) в России, административный центр Аткарского района Саратовской области. 
Город образует одноимённое муниципальное образование город Аткарск со статусом городского поселения как единственный населённый пункт в его составе. С 1798 года по 1804 год Аткарск был лишен городского статуса.

## Этимология
Название города, так же, как и название одноимённой реки, происходит от имени золотоордынского правителя XIV века Иктара.

## География
Расположен на Приволжской возвышенности, при впадении реки Аткары в реку Медведицу (левый приток Дона), в 92 км к северо-западу от областного центра города Саратова. Река делит город пополам. Железнодорожная станция Аткарск Приволжской железной дороги на Рязанско-Уральском железнодорожном ходу.

## История
В 1358 на месте, где сейчас расположен город, в густых лесах был основан улус татарского хана Еткары. По его имени назвали речку. В то время это место было выгодным военно-стратегическим пунктом. Природные условия благоприятствовали земледелию, животноводству, рыбной ловле и охоте.
Когда после покорения Казани и Астрахани Русское государство начало строительство сторожевых слобод «острогов» пахотных солдат против набегов кочевников, в 1699 году по указу Петра I для одной из таких слобод было избрано «угожее и крепкое место» — на правой стороне реки Медведицы, при устье речки Еткары. По имени речки и назвали слободу — Еткара. Населили её солдатами, которые несли сторожевую службу, а также обрабатывали землю, сеяли и убирали хлеб. В то время слобода подчинялась городовому воеводе.

### Российская Империя
В 1780 году императрица Екатерина II пожаловала слободе Еткара статус города. Новый город получил название Аткарск и стал центром Аткарского уезда Саратовской наместничества, позже Саратовской губернии. В 1781 году был утвержден герб Аткарска, изображавший летящих над рекой птиц-рыболовов.
История герба г. Аткарска
Уездный город Аткарск получил герб 23 августа 1781 года вместе с другими городами Саратовского наместничества: «В верхней половине — герб Саратовского наместничества, в нижней — река, по которой в серебряном поле три летящие рыболова, каковых птиц в окрестностях сего города пребезмерно много» (ПСЗ, т. XXI, № 15, 215)
На начало XIX века в городе проживало около 1200 человек — 500 мещан, 14 купцов и 1118 пахотных солдат, торгово-промышленного значения город почти не имел.
После отмены крепостного права (1861 год) в городе и уезде появились промыслы по переработке сельскохозяйственного сырья. Оживилась торговля хлебом. Однако город продолжал оставаться захолустным и совершенно неблагоустроенным, с невзрачными деревянными постройками, крытыми большей частью соломой и камышом, немощёными улицами, и носил кличку Соломенного городка. Огромный пожар 1870 года уничтожил две трети его построек.

Торговля хлебом — основным богатством края — превратила в своё время Саратовскую губернию в один из крупнейших центров российской экономики. Решающее значение для темпов развития Аткарска оказало его положение между двумя крупными центрами зерновой торговли — городами Саратовом и Балашовом. Аткарск остался в тени более мощных соседей.
Важным событием для Аткарска явилось открытие железнодорожного сообщения по линии Тамбов — Саратов (1871—1872) и постройка железнодорожной ветви на Вольск (1893). С этого времени город стал быстро заселяться железнодорожными рабочими, ремесленниками, купцами, и уже в 1907 году в нём проживало 13 тысяч человек.
Примерно в этот период выстроены две паровые и две водяные мельницы, паровозное депо, четыре кирпичных заводика, мыловарня, две крупорушки и другие кустарные предприятия.
С постройкой железных дорог экономико-географическое положение города улучшилось, и он превратился в крупный пункт хлебной торговли. Все села уезда везли хлеб в Аткарск, где его скупали купцы, а потом по железной дороге отправляли в Москву, Петербург и за границу. Ежегодно отсюда вывозилось от 2 до 3 миллионов пудов хлеба.
В городе вместо бывших сельскохозяйственных мастерских по ремонту жаток, плугов, молотилок возникли и стали развиваться предприятия по ремонту сельхозтехники, обосновался машиностроительный завод «Ударник».
В 1928 году после упразднения уездов город становится центром Аткарского района Саратовского округа Нижне-Волжского края (с 1936 года в Саратовской области).
С середины 1960-х годов в городе началось многоэтажное жилищное строительство. Были построены кинотеатр, поликлиника, детские сады.

## Современность
В наши дни Аткарск известен производством оборудования для горно-перерабатывающей промышленности, а также, как и встарь, поставками сельскохозяйственной продукции. В июне 2021 года в Аткарске был запущен цех по производству майонеза при маслоэкстракционном заводе. Новое производство хорошо вписалось в индустриально-промышленный кластер г. Аткарска.
В городе расположены швейная фабрика, мебельное предприятие, три предприятия перерабатывающей отрасли, включая майонезное производство.
В городе имеется 9 школ, 10 детских дошкольных учреждений, два больничных комплекса, 14 учреждений культуры, и профессиональный лицей.

## Население
| 1856    | 1897    | 1913    | 1926    | 1931    | 1939    | 1959    | 1967    | 1970    |
| ------- | ------- | ------- | ------- | ------- | ------- | ------- | ------- | ------- |
| 6400    | ↗7300   | ↗14 400 | ↗19 300 | ↘15 300 | ↗18 956 | ↗27 771 | ↗28 000 | ↗28 881 |
| 1979    | 1989    | 1992    | 2000    | 2001    | 2002    | 2003    | 2005    | 2006    |
| ↗29 112 | ↘28 877 | ↘28 800 | ↗28 900 | →28 900 | ↘27 907 | ↘27 900 | ↘27 800 | ↘27 700 |
| 2009    | 2010    | 2011    | 2012    | 2013    | 2014    | 2015    | 2016    | 2017    |
| ↘27 377 | ↘25 624 | ↘25 595 | ↘25 444 | ↘25 438 | ↘25 388 | ↗25 481 | ↗25 515 | ↘25 384 |
| 2018    | 2019    | 2020    | 2021    |         |         |         |         |         |
| ↘25 140 | ↘24 669 | ↘24 125 | ↘22 709 |         |         |         |         |         |

На 1 января 2025 года по численности населения город находился на 619-м месте из 1124 городов Российской Федерации.

### Языковой состав
Родной язык населения по данным переписи 1897 года:
| Язык                      | Численность, чел. | Доля     |
| ------------------------- | ----------------- | -------- |
| Русский («великорусский») | 7 089             | 97,11 %  |
| Немецкий                  | 75                | 1,03 %   |
| Другие                    | 136               | 1,86 %   |
| Итого                     | 7 300             | 100,00 % |

В настоящее время официальным и основным языком города является русский.

## Достопримечательности
- В Аткарске находится музей краеведения, интересные с архитектурной точки зрения здания конца XIX — начала XX века: бывшее здание городской думы и управы, ныне администрация города, библиотеки, реального училища, женской гимназии, дворянского собрания, почты, железнодорожного вокзала.
- Дом культуры и Госбанк — архитектурные памятники эпохи конструктивизма.
- На окраине Аткарска находится широко известный питомник декоративных культур и дендрарий (голубая ель, амурский бархат, вавилонская ива и другие).

- Здание уездной земской управы
- Здание уездной земской управы малое
- Здание мужского реального училища
- Здание женской гимназии большой
- Дом на ул.Революционной
- Здание пожарной станции и каланча

## Известные люди
- Орешин, Пётр Васильевич — поэт.
- В 1968 году здесь родилась российская певица Валерия.
- Андреев, Борис Фёдорович — народный артист СССР. Детские и юношеские годы прошли в Аткарске.
- Пономарев, Александр Сергеевич — генеральный директор ТВЦ.